# Porcelain Black
Alaina Marie Beaton (Detroit, Míchigan; 1 de octubre de 1985), más conocida por su nombre artístico Porcelain Black, es una cantante estadounidense 
de música pop-rock, conocida por permanecer a una banda de la cual ella era la única integrante oficial llamada "Porcelain And The Tramps". También es compositora y actriz.

## Vida personal
Porcelain Black nació el 1 de octubre de 1985 en Detroit, Míchigan. Desde el día de su nacimiento hasta la edad de 9 años creció en las calles de «8 Miles», Warren; después se mudó Sterling Heights MI y luego a Rochester MI. Cuando tuvo 18 años Alaina tenía talento para cantar, rapear y bailar.
Divorciada del modelo Bradley Soileau.

## Carrera musical
En 2006 tuvo una banda llamada "Porcelain and the Tramps" con influencia de rock industrial en la cual compuso numerosas canciones. Luego en 2009, como solista, compuso canciones como "Gasoline", "I'm Your Favourite Drug" y "The Neighbour", entre otras.
También ha compuesto canciones para otros artistas, tales como Ashley Tisdale en el tema "How Do You Love Someone" de su álbum Guilty Pleasure, "Lolita" de Belinda y "Save You Tonight" de One Direction entre otros.
Finalmente en 2011, la discográfica 2101 Records la lanzó como solista en su primer sencillo comercial "This Is What Rock n Roll Looks Like". Luego firmó con la disquera de RedOne.
El nuevo álbum se ha venido posponiendo desde 2011, presuntamente para afinar los últimos detalles del disco y se rumorea que el álbum será lanzado en noviembre de 2013, según anunció RedOne en su cuenta de Twitter.

## Otras apariciones
- Aparece en el videoclip de Mickey Avalon "F***in em all".

- También en el video de All Leather "I don´t hate ***,God does".

- En 2010 tuvo un cameo en el video Get Away with Murder del cantante Jeffree Star.

- Además de participar en el videoclip de Travis McCoy "We´ll be alright".

- También participó en el video de Midnight Red, "Hell Yeah".

## Sencillos
| Sencillo | Sencillo                                                                      | Sencillo | Sencillo |
| Año      | Título                                                                        | Notas    |          |
| -------- | ----------------------------------------------------------------------------- | -------- | -------- |
| 2011     | "This Is What Rock N Roll Looks Like (feat Lil Wayne)" Producido por "RedOne" |          |          |
| 2011     | "Naughty Naughty" Producido por "RedOne"                                      |          |          |
| 2014     | "One Woman Army" Producido por "RedOne"                                       |          |          |

### Álbumes de estudio
| año  | Título | Lista de canciones |
| ---- | --- | --- |
| 2014 | - Black Rainbow, Publicado: TBA - Sello discográfico: Virgin, 2101, Universal Republic - Formatos: CD, LP, descarga digital | - "Stealing Candy From A Baby" - "Make Me Cry" - "Swallow My Bullet" - "Mannequin Factory" - "Naughty Naughty" - "This Is What Rock N Roll Looks Like (Featuring Lil Wayne)" - "Screamers" - "King Of The World" - "I'm Your Favorite Drug" - "Pretty Little Psycho" - "How Do You Love Someone?" - "Black Rainbow" - "Kisses Lose Their Charm" - "Mama Forgive Me" - "One Woman Army" - "Rich Boi" - "Living In Sin" - "Too Much Of Not Enough" |

### Colaboraciones
| Año  | Canción                | Artista      |
| ---- | ---------------------- | ------------ |
| 2011 | "Prisoner (Remix)"     | Jeffree Star |
| 2012 | "Jump Rope"            | Three Loco   |
| 2012 | "DNA"                  | Rye Rye      |
| 2013 | "Sunday Bloody Sunday" | 7Lions       |
| 2013 | "Told You So"          | Colette Carr |

| Año  | Canción                | Artista      | Referencias |
| ---- | ---------------------- | ------------ | ----------- |
| 2009 | "Get Away with Murder" | Jeffree Star |             |
| 2010 | "We'll Be Alright"     | Travie McCoy |             |
| 2010 | "Rock 'N' Roll"        | Swizz Beatz  |             |